# Vlag van Kerkwijk

Vlag van de gemeente Kerkwijk
(1988-1999)

De vlag van Kerkwijk is het gemeentelijk dundoek van de voormalige gemeente Kerkwijk in de Nederlandse provincie Gelderland. De vlag werd op 26 mei 1988 per raadsbesluit aangenomen.
De beschrijving luidt:
Gezoomd aan boven-, onder- en vluchtzijde van dertig vierkanten van blauw en wit met zijden van 1/8 van de vlaghoogte; binnen deze omzoming drie horizontale banen van gelijke hoogte in rood en geel.
De kleuren van de vlag zijn ontleend aan het gemeentewapen. 
In 1999 is Kerkwijk opgegaan in de gemeente Zaltbommel, waarmee de vlag als gemeentevlag kwam te vervallen.

## Verwante afbeelding

Wapen van Kerkwijk

Ammerzoden 
· Angerlo 
· Batenburg 
· Beesd 
· Bemmel 
· Bergh 
· Bergharen 
· Beusichem 
· Borculo 
· Brakel 
· Didam 
· Dinxperlo 
· Dodewaard 
· Dreumel 
· Echteld 
· Eibergen 
· Elst 
· Ewijk 
· Geldermalsen 
· Gendringen 
· Gendt 
· Gorssel 
· Groenlo 
· Groesbeek 
· Hedel 
· Heerewaarden 
· Hemmen 
· Hengelo 
· Herwen en Aerdt 
· Heteren 
· Heukelum 
· Hoevelaken 
· Horssen 
· Huissen 
· Hummelo en Keppel 
· Hurwenen 
· Kerkwijk 
· Kesteren 
· Laren 
· Lichtenvoorde 
· Lienden 
· Lingewaal 
· Maurik 
· Millingen aan de Rijn 
· Neede 
· Neerijnen 
· Overasselt 
· Rijnwaarden 
· Rossum 
· Ruurlo 
· Steenderen 
· Ubbergen 
· Valburg 
· Vorden 
· Wadenoijen 
· Wamel 
· Warnsveld 
· Wehl 
· Wisch 
· Zelhem 
· Zoelen